# Fricativa faríngea surda
A fricativa faríngea surda é um fone consonantal usado em algumas línguas. O símbolo do IPA para ele é um h com uma barra (ħ) e seu símbolo equivalente no X-SAMPA é X\. Na transcrição de árabe, hebraico e outras escritas, muitas vezes é escrito ⟨Ḥ⟩, ⟨ḥ⟩.
Normalmente caracterizado como uma fricativa na faringe superior, é frequentemente caracterizado como um [h] sussurrado.

## Características
- Sua forma de articulação é fricativa, ou seja, produzida pela constrição do fluxo de ar por um canal estreito no local da articulação, causando turbulência.[1]
- O seu local de articulação é a faríngea, o que significa que se articula com a raiz da língua na parte posterior da garganta (faringe).[1]
- Sua fonação é surda, o que significa que é produzida sem vibrações das cordas vocais.
- Em alguns idiomas, as cordas vocais estão ativamente separadas, por isso é sempre sem voz; em outras, as cordas são frouxas, de modo que pode assumir a abertura de sons adjacentes.[1]
- É uma consoante oral, o que significa que o ar só pode escapar pela boca.[1]
- É uma consoante central, o que significa que é produzida direcionando o fluxo de ar ao longo do centro da língua, em vez de para os lados.[1]
- O mecanismo da corrente de ar é pulmonar, o que significa que é articulado empurrando o ar apenas com os pulmões e o diafragma, como na maioria dos sons.[1]

## Ocorrências
Esse som se assemelha com o R aspirado, na língua portuguesa, no Brasil, porém é bem comum em línguas semíticas, como a maioria dos dialetos do árabe, o siríaco clássico, o hebraico bíblico e também aparece na reconstrução da fonética da língua egípcia antiga, que é uma língua afro-asiática relacionada.
| Língua          | Língua                                    | Palavra             | AFI         | Significado     | Notas |
| --------------- | ----------------------------------------- | ------------------- | ----------- | --------------- | --- |
| Abaza           | Abaza                                     | хIахъвы/kh'akh"vy   | [ħaqʷə]     | Pedra           | |
| Abcaz           | Abcaz                                     | ҳара/khara          | [ħaˈra]     | Nós             | |
| Adigue          | Adigue                                    | тхьэ/tkh'ė          | [tħa]ⓘ      | Deus            | |
| Agul            | Agul                                      | мухI/mukh'          | [muħ]       | Celeiro         | |
| Árabe           | Árabe                                     | ح‍‍ال‎/ḥal             | [ħaːl]ⓘ     | Situação        | |
| Archi           | Archi                                     | хIал/kh'al          | [ħal]       | Estado          | |
| Assírio/Síriaco | Ocidental                                 | ܡܫܝܚܐ/mšīho         | [mʃiːħo]    | Cristo          | Corresponde a [x] em outras variedades siríacas, como oriental.                                                            |
| Avar            | Avar                                      | xIебецI/kh'ebets'   | [ħeˈbetsʼ]  | Cera            | |
| Azerbaijani     | Azerbaijani                               | əhdaş               | [æħd̪ɑʃ]     | Istrumento      | |
| Chechen         | Chechen                                   | xьач / ẋaç          | [ħatʃ]ⓘ     | Pluma           | |
| Inglês          | Alguns falantes do Received Pronunciation | hat                 | [ħæʔt]      | Chapéu          | Glotal [h] para alguns falantes.                                                                                           |
| Galego          | Alguns dialetos                           | gato                | [ˈħatʊ]     | Gato            | Corresponde a /ɡ/ em outros dialetos.                                                                                      |
| Hebraico        | Hebraico                                  | חַשְׁמַל‎/chashemal      | [ħaʃˈmal]ⓘ  | Eletricidade    | Dialetos orientais |
| Jarawa          | Jarawa                                    | हवावा/hwꝍwꝍ           | [ħʷəwə]     | Javali selvagem | |
| Cabardiano      | Cabardiano                                | кхъухь/kkh"ukh'     | [q͡χʷəħ]ⓘ    | Barco           | |
| Cabile          | Cabile                                    | ⴰⵃⴻⴼⴼⴰⴼaḥeffafاحفاف | [aħəfːaf]   | Cabelereira     | |
| Curdo           | Alguns falantes                           | ḧol                 | [ħol]ⓘ      | Ambiente        | Corresponde a /h/ na maioria dos dialetos curdos.                                                                          |
| Maltês          | Padrão                                    | wieħed              | [wiħːet]    | Um              | |
| Nuu-chah-nulth  | Nuu-chah-nulth                            | ʔaap-ḥii            | [ʔaːpˈħiː]  | Amigável        | |
| Sioux           | Nakota                                    | haxdanahâ           | [haħdanahã] | Ontem           | |
| Somali          | Somali                                    | xood                | [ħoːd]ⓘ     | Bengala         | |
| Ucraniano       | Ucraniano                                 | нігті/nigti         | [ˈnʲiħtʲi]  | Unha dos dedos  | Alofone de /ʕ/ (que pode ser transcrito como /ɦ/) antes de consoantes surdas; pode ser fronteado [x] em ''formas fracas''. |